# Trauerhalle (Neuer Jüdischer Friedhof Fürth)

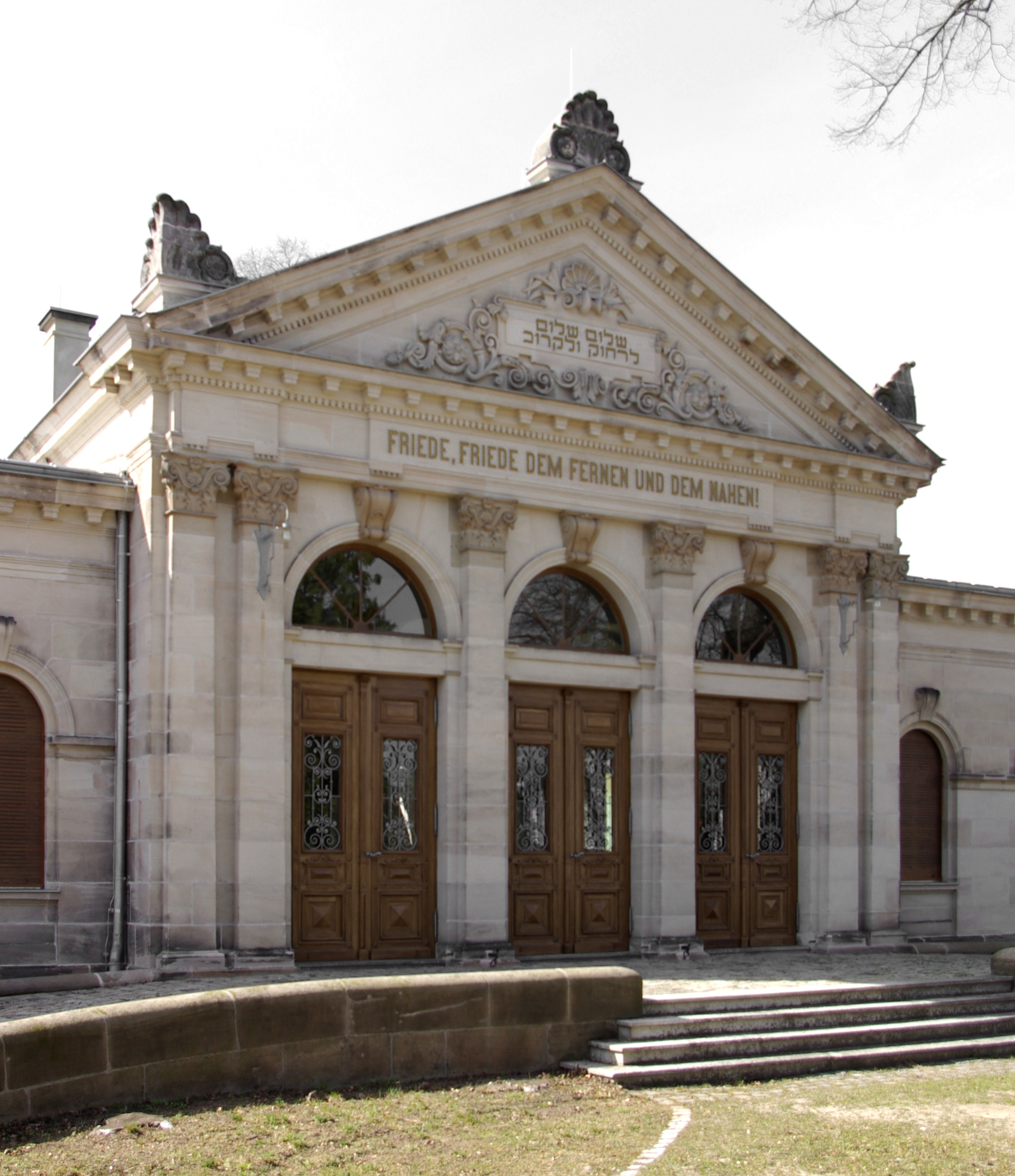
Trauerhalle

Die Trauerhalle auf dem Neuen Jüdischen Friedhof in Fürth, einer Stadt im bayerischen Regierungsbezirk Mittelfranken, wurde 1901/02 errichtet. Die Trauerhalle an der Erlanger Straße 99 ist ein geschütztes Baudenkmal.

## Beschreibung
Der erdgeschossige, traufseitige Sandsteinbau mit Satteldach und Mittelrisalit mit Blendportikus wurde nach Plänen von Adam Egerer erbaut. Das Bauwerk im Stil des Neoklassizismus besitzt eine Freitreppe, die zu den drei Portalen führt. Durch eine Buntglasdecke fällt das Tageslicht in den Innenraum. Die Architekturmalerei in der Vorhalle wurde bei der Renovierung unter alten Farbschichten entdeckt.  
Gisela Naomi Blume erhielt im Jahr 2011 die Denkmalschutzmedaille des Freistaates Bayern für ihr Engagement bei der vorbildlichen Renovierung des Baudenkmals.